# ビトール・バイーア
ヴィトール・マヌエル・マルティンス・バイーア（Vítor Manuel Martins Baía, 1969年10月15日 - ）は、ポルトガル出身の元同国代表、元サッカー選手。ポジションはゴールキーパー。
UEFAチャンピオンズリーグ、UEFAカップそしてカップウィナーズカップを手にした。

## 経歴
1990年にポルトガルA代表へ親善試合USA戦で初招集。以降、90年代の代表を背負った黄金世代のGK。EURO1996、EURO2000、2002年の日韓W杯でそれぞれゴールマウスを守った。2002年9月7日に行われたイングランド代表との親善試合で代表引退を表明。そのため、地元ポルトガルで開催されたEURO2004に出場することはなかった。
クラブ歴としては、1988年にFCポルトでデビュー。1996年から3シーズン、FCバルセロナでプレーしていたことがあり、カップウィナーズカップも獲得。しかし、1997年以降、膝の深刻な重傷でゴールポジションを失い、1999年にFCポルトにレンタル復帰。EURO2000以降、ケガによる長期の戦線離脱を余儀なくされたことがあり、一年間を棒に振ったが、翌2001-02シーズンに復帰。2002-03シーズンにUEFAカップ、2003-04シーズンにUEFAチャンピオンズリーグでプレーし、共に優勝を飾っている。
2007年6月13日に現役引退を発表した。

## 代表歴

### 出場大会
- ポルトガル代表
  - 2002 FIFAワールドカップ

### 試合数
- 国際Aマッチ 80試合 0得点（1990年-2002年）[2][1]

| ポルトガル代表 | 国際Aマッチ | 国際Aマッチ |
| 年             | 出場        | 得点        |
| -------------- | ----------- | ----------- |
| 1990           | 1           | 0           |
| 1991           | 9           | 0           |
| 1992           | 7           | 0           |
| 1993           | 10          | 0           |
| 1994           | 5           | 0           |
| 1995           | 6           | 0           |
| 1996           | 12          | 0           |
| 1997           | 4           | 0           |
| 1998           | 6           | 0           |
| 1999           | 9           | 0           |
| 2000           | 6           | 0           |
| 2001           | 0           | 0           |
| 2002           | 5           | 0           |
| 通算           | 80          | 0           |